# کمودور وی‌آی‌سی-۲۰
وی‌آی‌سی-۲۰ (به انگلیسی: VIC-20) (به آلمانی: VC-20)؛ (در ژاپن به نام VIC-1001) یک کامپیوتر خانگی ۸-بیت است که توسط شرکت کمودور بیزینس ماشینز فروخته می‌شد. این کامپیوتر در سال ۱۹۸۰ (سه سال پس از کمودور پی‌ای‌تی، اولین کامپیوتر خانگی کمودور) معرفی شد. این دستگاه اولین کامپیوتر تاریخ است که به فروش یک میلیون دستگاه رسید.

## تاریخچه
یکی از اهداف اصلی تولید کامپیوتر VIC-20، مقرون به صرفه تر بودن آن نسبت به کامپیوتر PET بود. این سیستم دارای ۵ کیلوبایت حافظه رم استاتیک و سی پی یو «ام‌اواس ۶۵۰۲» است. تراشه ویدئویی این سیستم ام‌اواس VIC نام دارد که در سال ۱۹۷۷ توسط Al Charpentier و به قصد پخش تصاویر ویدئویی رنگی برای استفاده در ترمینال‌های ارزان قیمت و کنسول‌های بازی، ساخته شد اما شرکت کمودور نتوانست بازار مناسبی برای فروش این تراشه گرافیکی پیدا کند. در سال ۱۹۷۹ و به منظور رقابت با اپل ۲، جک ترامیل (مدیر عامل آن زمان کمودور) از مهندسان این شرکت خواست تا سیستمی تولید کنند با خصوصیات اپل ۲ که بتواند در نمایشگاه بین‌المللی سی‌ئی‌اس ژانویه ۱۹۸۰ آن را معرفی کند. به همین دلیل «چاک پدل» و «بیل سیلر» شروع به طراحی یک کامپیوتر جدید با نام TOI (مخفف انگلیسی: The Other Intellect)نمودند.
پروژه TOI موجودیت نیافت و دلیل اصلی آن هم وجود تراشه ام‌اواس ۶۵۶۴ برای ایجاد صفحه نمایش ۸۰ ستون بود. این تراشه در پروژه TOI استفاده نشد و علت آن نیاز به حافظه استاتیک بسیار گرانقیمت رم در کنار این تراشه بود. در همان زمان یکی از مهندسان ام‌اواس تکنولوژی (که تحت مالکیت کمودور بود) به نام «رابرت یانس» اقدام به طراحی یک کامپیوتر در منزل نموده بود. این کامپیوتر که MicroPET نام داشت با کمک Al Charpentier و Charles Winterble به مرحله پیش تولید هم رسید. در حالی که پروژه TOI به سرانجام نرسیده بود، جک ترامیل به محض برخورد با MicroPET دستور داد تا این کامپیوتر جدید به تولید انبوه رسیده و به صورت کاملاً محدود در نمایشگاه سی‌ئی‌اس معرفی شود.
مدل پیش تولیدی «رابرت یانس» برای رسیدن به یک کامپیوتر واقعی نیاز به افزودنی‌های زیادی داشت. به همین دلیل «رابرت راسل» از شرکت کمودور اقدام به طراحی و بازنگری این پروژه با نام رمز «ویکسن» نمود. موارد اضافه شده توسط راسل، شامل یک درگاه سیستم عامل (کرنل و مفسر بیسیک) که توسط «جان فیگانس» برای کمودور پی ای تی طراحی کرده بود، یک کاراکتر ست (مجموعه فونت)، یک درگاه ورودی جوی استیک سازگار با آتاری ۲۶۰۰ و یک درگاه رام کارتریج، بودند. درگاه سریال IEEE 488 از رابط کاربری کامپیوتر CBM-488 الهام گرفته و توسط «گلن استارک» طراحی گردید. بعضی از قابلیت‌های دیگر مانند حافظه اضافه شونده بر روی مادربورد توسط «بیل سیلر» طراحی شده بود. تیم طراحی VIC 20 که شامل پنج نفر بودند به خود لقب «کماندوهای وی‌آی‌سی» داده بودند. در آن دوران موجودی انبار تراشه‌های ۱ کیلوبیت SRAM شرکت کمودور بسیار زیاد بود به همین دلیل ترامیل تصمیم گرفت این تراشه در کامپیوتر جدید هم مورد استفاده قرار بگیرند. نتیجه نهایی کامپیوتری بود که بیشتر شبیه سیستم‌های PET یا TOI بود، تا کامپیوتر ابداعی «یانس».
در همایش مدیران کل کمودور در آوریل ۱۹۸۰ و در حوالی لندن، جک ترامیل آشکارا اعلام کرد خواستار یک کامپیوتر رنگی و ارزان قیمت است. هنگامی بقیه اعضای همایش در مورد این خواسته چک ترامیل اقدام به بحث کردند، ترامیل گفت: «ژاپنی‌ها دارند می‌آیند، بنابراین ما هم باید ژاپنی شویم.» فلسفه او این بود که «کامپیوترها برای همه هستند، نه فقط برای کاربردهای خاص و محدود». در این همایش که با شرکت Michael Tomczyk (استراتژیست و بازاریاب جدید و دستیار رئیس شرکت)، Tony Tokai (مدیرعامل کمودور-ژاپن) و Kit Spencer (مدیر اجرایی شعبه انگلستان) برگزار شد، این پروژه موفق به رأی آوردن شد. در مرحله بعد، پروژه به مهندسان ژاپنی کمودور در کشور ژاپن واگذار گردید و نتیجه کار، تولید کامپیوتر VIC-1001 برای بازار ژاپن بود. کامپیوتر VIC-20 در کشور ژاپن با نام VIC-1001 و قبل از عرضه آن در بازار آمریکا، بازاریابی و به فروش رفت.

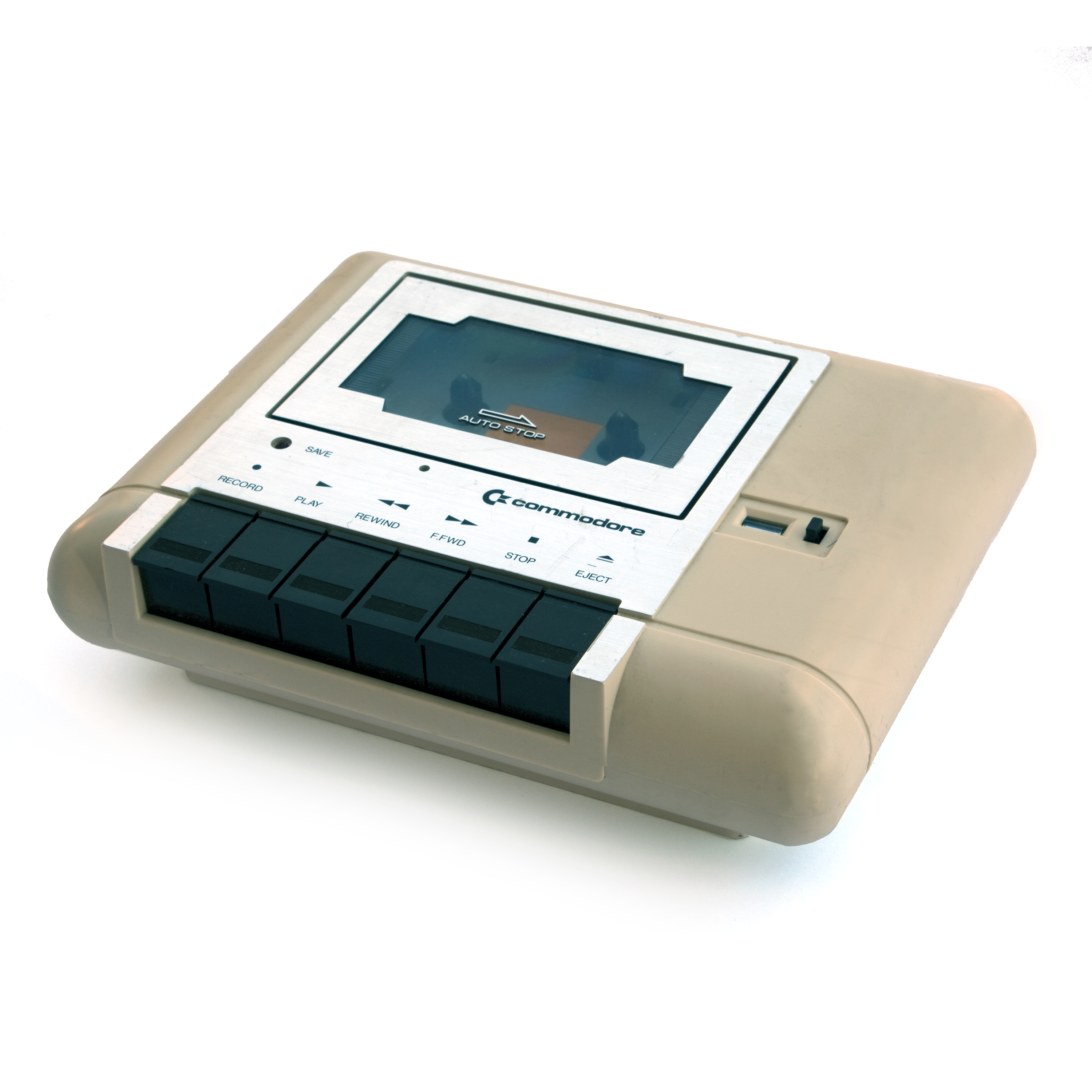
دستگاه کاست خوان (دیتاست) مدل کمودور ۱۵۳۰ که با قیمت ارزان و برای ذخیره اطلاعات کاربران در دسترس بود

پس از پایان همایش و بازگشت مدیران شرکت به کالیفرنیا، Tomczyk مطلب ۳۰ صفحه‌ای برای جک ترامیل نوشت و در آن پیشنهادهایی جهت کامپیوتر جدید ارائه کرد. این پیشنهادها شامل کلیدهای کاربردی قابل برنامه‌ریزی (برای رقابت با کامپیوترهای ژاپنی)، صفحه کلید کامل در سبک ماشین تحریر و یک درگاه RS-232 بود. Tomczyk اصرار داشت تا کامپیوتر جدید «کاربر-پسند» و قیمت آن ۲۹۹٫۹۵ دلار آمریکا باشد. او یک گروه کوچک از علاقه‌مندان را جهت بازاریابی استخدام کرد، همچنین با شعبه‌های بریتانیا و ژاپن تعامل نزدیکی انجام داد تا بتوانند بسته‌های رنگی، کتابچه‌های راهنما و اولین موج برنامه‌های نرم‌افزاری را (اغلب بازی و برنامه‌های کاربردی خانگی) تولید کنند.
در همین حین با «اسکات آدامز» (طراح اولین بازی‌های ماجرایی کامپیوتری) تماس گرفته شد و تقاضای ساخت یک سری از بازی‌های ماجراجویی برپایه متن به او داده شد. با کمک مهندسان، پنج عدد از بازی‌های ماجراجویی توسط آدامز برای کامپیوتر VIC پورت گردید. محدودیت حافظه این کامپیوتر باعث شد تا به جای بارگذاری معمولی بازی از طریق نوار کاست، این بازی‌ها بر روی کارتریج رام منتشر شدند. این پنج بازی تولید شده بر روی کارتریج در مجموع ۱٬۵۰۰٬۰۰۰ دلار بر روی کمودور فروش نمود.
در حالی که کامپیوتر PET توسط فروشندگان خاصی عرضه می‌شد، VIC-20 به وسیله خرده فروشان و به خصوص مغازه‌های اسباب بازی فروشی هم عرضه گردید. فروشگاه‌های زنجیره‌ای K-Mart برای اولین بار در تاریخ خود اقدام به فروش سیستم کامپیوتری نمودند که این سیستم، همان کامپیوتر VIC-20 بود. شرکت کمودور برای تبلیغات تلویزیونی از «ویلیام شاتنر» هنرپیشه معروف سریال پیشتازان فضا استفاده کرد. همچنین «هنری مورگان» کمدین معروف تلویزیونی آن دوران، در بسیاری از تبلیغ‌های این کامپیوتر حضور داشت.
کامپیوتر VIC-20 فقط ۵ کیلوبایت حافظه رم داشت که پس از بوت شدن دستگاه، تنها ۳٫۵ کیلوبایت (به طور دقیق ۳۵۸۳ بایت) حافظه برای کاربر در دسترس بود. این میزان حافظه دقیقاً معادل با تعداد کلمات چاپ شده در یک صفحه کاغذی بود. کاربران می‌توانستند حافظه این کامپیوتر را با استفاده از کارتریج‌های اضافه شونده حافظه، تا ۴۰ کیلوبایت افزایش دهند که در نهایت ۲۷٫۵ کیلوبایت برای استفاده از برنامه‌های بیسیک در اختیار کاربر قرار می‌گرفت.
در سال ۱۹۸۱ Tomczyk با یک گروه مهندسی خارج از شرکت کمودور ارتباط برقرار کرد و از آن‌ها خواست تا برای این کامپیوتر یک مودم بسازند. این مودم که به صورت کارتریج ساخته شد، «وی‌آی‌سی مودم» نام گرفت و با قیمت ۹۹ دلار، به عنوان اولین مودم ارزان قیمت زیر ۱۰۰ دلار به بازار عرضه شد. «وی‌آی‌سی مودم» همچنین به عنوان اولین مودمی می‌باشد که موفق شد به فروش بالای یک میلیون برسد. این مودم به قیمت ۱۹۷ دلار همراه با سرویس رایگان The Source، CompuServe و Dow Jones ارائه می‌گردید. Tomczyk همچنین اقدام به ایجاد یک شبکه کاربری به نام «شبکه اطلاعات کمودور» نمود که کاربران از طریق آن قادر به تبادل اطلاعات و دریافت پشتیبانی از شرکت بودند. در سال ۱۹۸۲ اعلام شد که ترافیک این شبکه بر روی سرویس CompuServe بزرگتر از بقیه سرویس‌های آنلاین آن زمان بوده است.

### دوران نزول
در سال ۱۹۸۲ کامپیوتر VIC-20 با فروش ۸۰۰٬۰۰۰ دستگاه، بهترین فروش را در میان کامپیوترهای دیگر داشت. در پایان همان سال فروش دستگاه به بیش از یک میلیون (حدود ۹۰۰۰ دستگاه در روز) رسید. در تابستان شرکت کمودور از کامپیوتر کمودور ۶۴ رونمایی کرد، این کامپیوتر جدید، سیستم پیشرفته تری نسبت به VIC-20 بود و دارای ۶۴ کیلوبایت حافظه رم و قابلیت‌های گرافیکی و صوتی پیشرفته تری بود. کاهش فروش اولیه VIC-20 به دلیل مشکلات و کمبودهای نرم‌افزاری بود. اما در اواسط سال ۱۹۸۳ فروش این سیستم به طور غیرمنتظره‌ای کاهش پیدا کرد و در نهایت تولید این سیستم در ژانویه ۱۹۸۵ متوقف شد. آخرین لوازم جانبی رسمی و تجاری این سیستم، VIC-Talker (سینث سایزر صوتی) بود، در همین رابطه مجله Ahoy! در ژانویه ۱۹۸۶ نوشت: «باور بکنید یا نه، یک ابزار جدید برای VIC... ما را شگفت زده کرد»

### برنامه‌های کاربردی

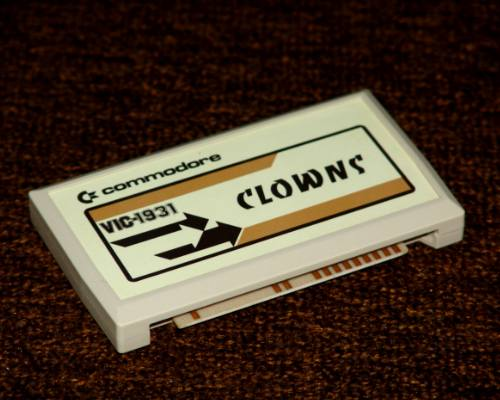
کارتریج حاوی نرم‌افزار

قبل از عرضه رسمی VIC-20، یکی از مسئولین اجرایی شرکت اعلام کرد «مستندات کافی برای علاقه‌مندان و برنامه نویسان وجود دارد که می‌توانند تخیلات و خواسته‌های خود را بر روی این سیستم جدید پیاده نمایند.» به دلیل حافظه کم و رزولوشن پایین این سیستم در مقایسه با کامپیوترهای هم عصر خود، VIC-20 در اصل برای مصارف آموزشی و بازی‌ها استفاده می‌شد. با این حال برنامه‌های کاربردی مانند صفحه‌های گسترده و مالی خانگی نیز برای این دستگاه ساخته شد.
مجله‌های کامپیوتری بسیاری بر اساس این سیستم اقدام به فروش ویژه نامه و نشریه‌های مختلف نمودند. از جمله می‌توان به کامپیوت!، فامیلی کامپیوتینگ، RUN، Ahoy! و کمودور پاور/پلی اشاره کرد. این مجلات برنامه‌های مختلفی را برای VIC-20 منتشر کردند و بسیاری از کاربران این کامپیوتر، با کندوکاو در این برنامه‌ها، برنامه‌نویسی را یادگرفتند.
سهولت برنامه‌نویسی VIC و در دسترس بودن مودم ارزان، باعث شده بود تا این کامپیوتر دارای کتابخانه بزرگی از نرم‌افزارهای رایگان شود که توسط کاربران ساخته شده بود (البته کوچکتر در مقایسه با کمودور ۶۴)، این نرم‌افزارها از طریق سرویس‌های آنلاین مانند CompuServe و بی بی اس، یا به صورت آفلاین و از طریق پست الکترونیک در گروه‌های کاربران، منتشر می‌شد.
قیمت پایین VIC باعث شد در شهر فورت پیرس فلوریدا، از این سیستم جهت اجرای یوتیلیتی اندازه‌گیری ورودی و خروجی دو عدد از ژنراتورها استفاده و نتیجه آن بر روی نمایشگرها به نمایش درآید. این یوتیلیتی قادر به استفاده از چندین رایانه VIC و کمودور ۶۴ بود.
بر اساس تخمین فروشنده‌های تجاری، حدود ۳۰۰ عنوان نرم‌افزار بر روی کارتریج و بیش از ۵۰۰ عنوان بر روی نوار کاست برای این سیستم موجود بود. در مقام مقایسه می‌توان به تعداد حدود ۹۰۰ عنوان موجود بر روی آتاری ۲۶۰۰ (معروف‌ترین کنسول بازی آن دوران) اشاره کرد. بسیاری از بازی‌های موجود بر روی کارتریج، به محض روشن شدن سیستم VIC-20 اجرا می‌شدند، در مقابل بازی‌های موجود بر روی نوار کاست بودند، که باید زمان نسبتاً طولانی را جهت بارگذاری صرف می‌کردند. البته تعداد کمی نرم‌افزار کاربردی نیز بر روی فلاپی دیسک برای این سیستم منتشر گردید.

## جهت مطالعه بیشتر
- Finkel, A.; Harris, N.; Higginbottom, P.; Tomczyk, M. (1982). VIC 20 Programmer's reference guide. Commodore Business Machines, Inc. and Howard W. Sams & Co, Inc. ISBN 0-672-21948-4. Retrieved 2016-06-07.
- Jones, A.J.; Coley, E. A.; Cole, D. G. J. (1983). Mastering the Vic-20. Chichester, UK: Ellis Horwood Ltd. and John Wiley & Sons, Inc. ISBN 0-471-88892-3. Retrieved 2016-06-07.
- Tomczyk, Michael S. (1984). The Home Computer Wars: An Insider's Account of Commodore and Jack Tramiel. COMPUTE! Publications, Inc. ISBN 0-942386-75-2. Retrieved 2016-06-07.

مجله بایت در سال ۱۹۸۳ یک سری مقالات تکنیکی در مورد VIC-20 منتشر کرد:
1. Swank, Joel (January 1983). "Exploring the Commodore VIC-20". BYTE. p. 222.
2. Swank, Joel (February 1983). "The Enhanced VIC-20 / Part 1: Adding a Reset Switch". BYTE. p. 118.
3. Swank, Joel (March 1983). "The Enhanced VIC-20 / Part 2: Adding a 3K-Byte Memory Board". BYTE. p. 34.
4. Swank, Joel (April 1983). "The Enhanced VIC-20 / Part 3: Interfacing an MX-80 Printer". BYTE. p. 260.
5. Swank, Joel (May 1983). "The Enhanced VIC-20 / Part 4: Connecting Serial RS-232C Peripherals to the VIC's TTL Port". BYTE. p. 331.